# Fossanova

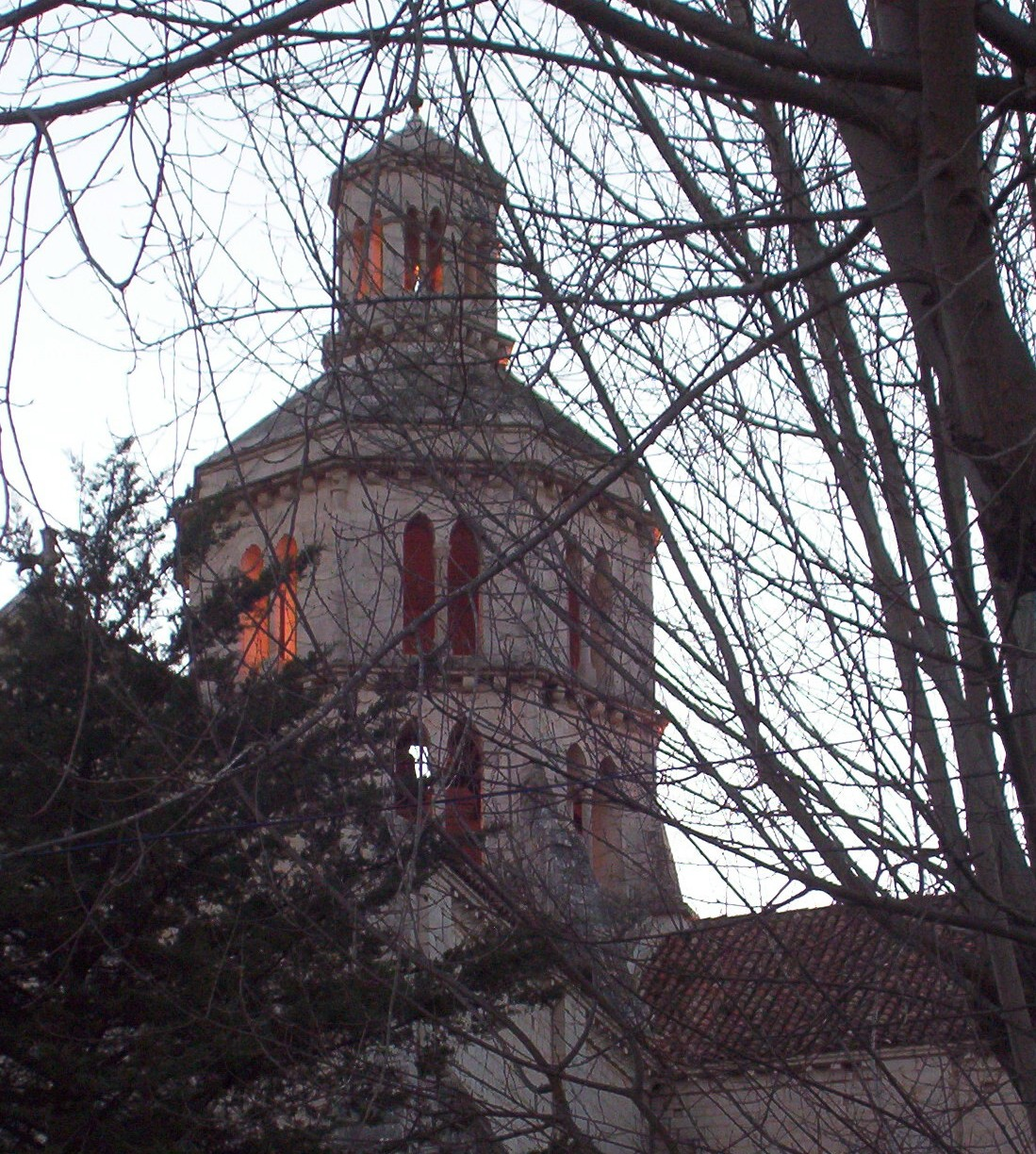

Fossanova är ett av Cisterciensordens kloster i Italien, provinsen Rom, belägen i närheten av Priverno. Klosterbyggnaden är uppförd i tidig gotisk stil. Kyrkobyggnaden uppfördes 1187-1208. Thomas av Aquino avled i klostret. 
Klostret går tillbaka till en villa där benediktiner levde under 500-talet. Det är tillägnat protomartyren Stefan. På 1100-talet tog cistercienerna över klostret. Sedan 1930-talet leds klostret av franciskaner. 1950 blev Fossanova en församling, och munkarna har därmed pastorala sysslor.
Klostret är välbesökt av pilgrimer och andra religiösa människor.